# Нова хронология
„Нова хронология“ е псевдонаучна теория, с която математиците Анатолий Фоменко и Глеб Носовски преразглеждат общоприетата история на света.
Според тях известната история на човечеството започва едва от 10 век след новата ера. Идеите им са отхвърляни от мнозинството историци и археолози.
От 70-те години Анатолий Фоменко развива идеите на академик Николай Морозов, който в началото на 20 век след Нютон оспорва историческата хронология. Подобно на Морозов, колективът на Фоменко обработва известно количество информация от астрономията и вярва, че има много несъответствия между собствените им открити дати и общоприетите в историята.
Колективът на Фоменко, като Морозов, намери няколко династии на владетели, които счита за „дубликати“ на една и съща истинска династия.
Според Фоменко хронологията на Скалигер е изкуствено удължена и няма достоверен исторически документ, по-стар от 11 век, като тези от Древна Гърция, Древен Рим и Древен Египет са били създадени от ренесансовите монаси. Първият кръстоносен поход е бил проведен 30 години след убийството на Иисус, като походът и Троянската война били едно и също събитие. Библията и Старият завет са били средновековни разкази, а старозаветният Йерусалим и Константинопол били един и същ град.
Фоменко забелязва и че някои западноевропейски думи, посветени на славянски народи, имат обидно и унизително значение:
- анг. slave — роб (анг. Slav — славянин)
- анг. sloven — немарливец, повлекан;
- лат. servus — слуга (напомня на сърби);
- анг. vulgar — прост, плебейски, парвенюшки (напомня на българи и Волга);
- нем. Russe — 1. руснаци 2. хлебарка